# بوئینگ بی-۱۷ نیروهای هوایی ایالات متحده در ۱۹۴۵
بوئینگ بی-۱۷ نیروهای هوایی ایالات متحده در ۱۹۴۵ (به انگلیسی: USAAF Boeing B-17 crash on North Barrule) یک پرواز نیروهای هوایی ایالات متحده از اسکس به مقصد شهرستان داون بود که در آن ۲۹ مسافر و ۲ خدمه حضور داشتند، در تاریخ ۲۳ آوریل ۱۹۴۵ در شمال بارول، جزیره من دچار سانحه شد و ۳۱ نفر جان باختند.

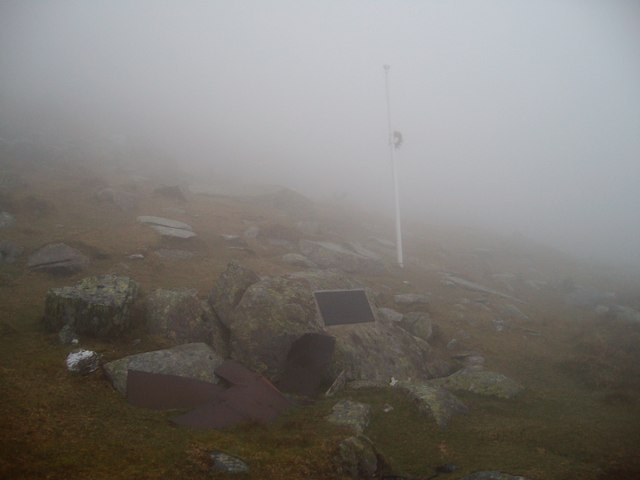
یادبود در محل سقوط هواپیما که در آب و هوای مشابه زمان وقوع حادثه دیده می‌شود.